# (551) Ortrud
(551) Ortrud – planetoida z pasa głównego asteroid okrążająca Słońce w ciągu 5 lat i 39 dni w średniej odległości 2,97 au. Została odkryta 16 listopada 1904 roku w Landessternwarte Heidelberg-Königstuhl w Heidelbergu przez Maxa Wolfa. Nazwa planetoidy pochodzi od imienia żony Fryderyka von Telramunda z opery Lohengrin Richarda Wagnera. Przed jej nadaniem planetoida nosiła oznaczenie tymczasowe (551) 1904 PM.